# Senhora Misteriosa
A Senhora Misteriosa é uma múmia em exposição na Galeria de Arte Antiga do Museu Nacional de Varsóvia. Foi a primeira múmia egípcia grávida já descoberta com um bebê ainda no ventre. Arqueólogos do Projeto Múmia de Varsóvia a apelidaram assim por conta das incertezas sobre sua origem. Ao analisar o corpo embalsamado em uma tomografia computadorizada, chamou atenção dos pesquisadores a presença de um pequeno pé no abdome da múmia que, por conta das inscrições em sua tumba, anteriormente acreditavam ser a múmia do sacerdote Hor-Djehuty. A partir disto, descobriu-se que a múmia estava grávida de 26 a 30 semanas quando morreu e que o bebê não havia sido retirado de seu corpo junto de seus órgãos. Acredita-se que a mulher morreu quando tinha de 20 a 30 anos de idade, no século I a.C. A descoberta dos arqueólogos foi divulgada em um artigo científico publicado na revista Journal of Archaeological Science, no dia 29 de abril de 2021. Autoridades em arqueologia do Egito contestaram o ineditismo do caso e reivindicaram a volta da múmia ao seu país de origem. 

## Doação
A Senhora Misteriosa foi doada à Universidade de Varsóvia em 1826 por Jan Węzyk-Rudzki, que afirmava esta ter sido descoberta nas tumbas reais de Tebas, no Egito. No entanto, os pesquisadores do Projeto Múmia de Varsóvia afirmaram que essa alegação era comum no século XIX e tinha por objetivo agregar valor a antiguidades a partir de supostas relações com lugares famosos. As informações constantes no inventário do museu e no obituário do doador indicam sua origem na Pirâmide de Quéops, em Gizé.
 

Também por conta da busca por valorização do objeto de antiguidade, acredita-se que o corpo foi colocado no sarcófago de um sacerdote. Por mais que esteja em bom estado de preservação, marcas em seu pescoço podem indicar que a múmia já havia sido exposta para venda, sendo o pescoço utilizado para pendurar um encarte com o preço. Na época em que foi doada à Universidade, não era incomum que acontecessem saques e embrulhos de restos mortais por negociantes. Existe também a possibilidade de que a múmia e o caixão tenham sido encontrados em lugares diferentes.

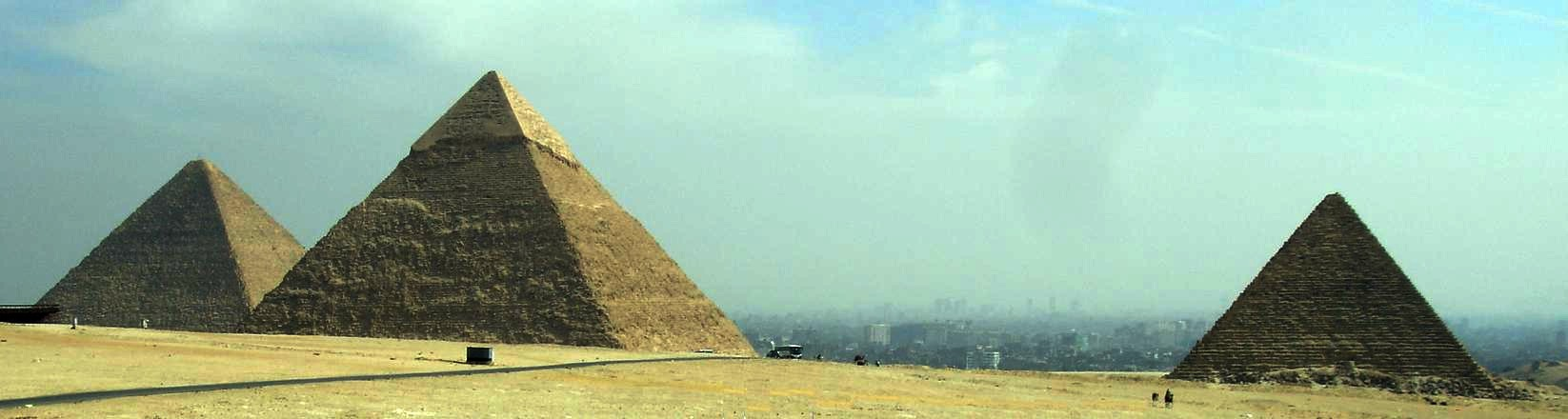
As pirâmides Quéops, Quéfren e Miquerinos em Gizé, no Egito

## Descobertas
Em 1917, a Universidade de Varsóvia emprestou a múmia ao Museu Nacional de Varsóvia, onde desde então está exposta, dentro do sarcófago no qual foi doada, na Galeria de Arte Antiga. O caixão mede 162 x 42 x 28 cm, está catalogado no museu com o mesmo número que a múmia: 236805/3.

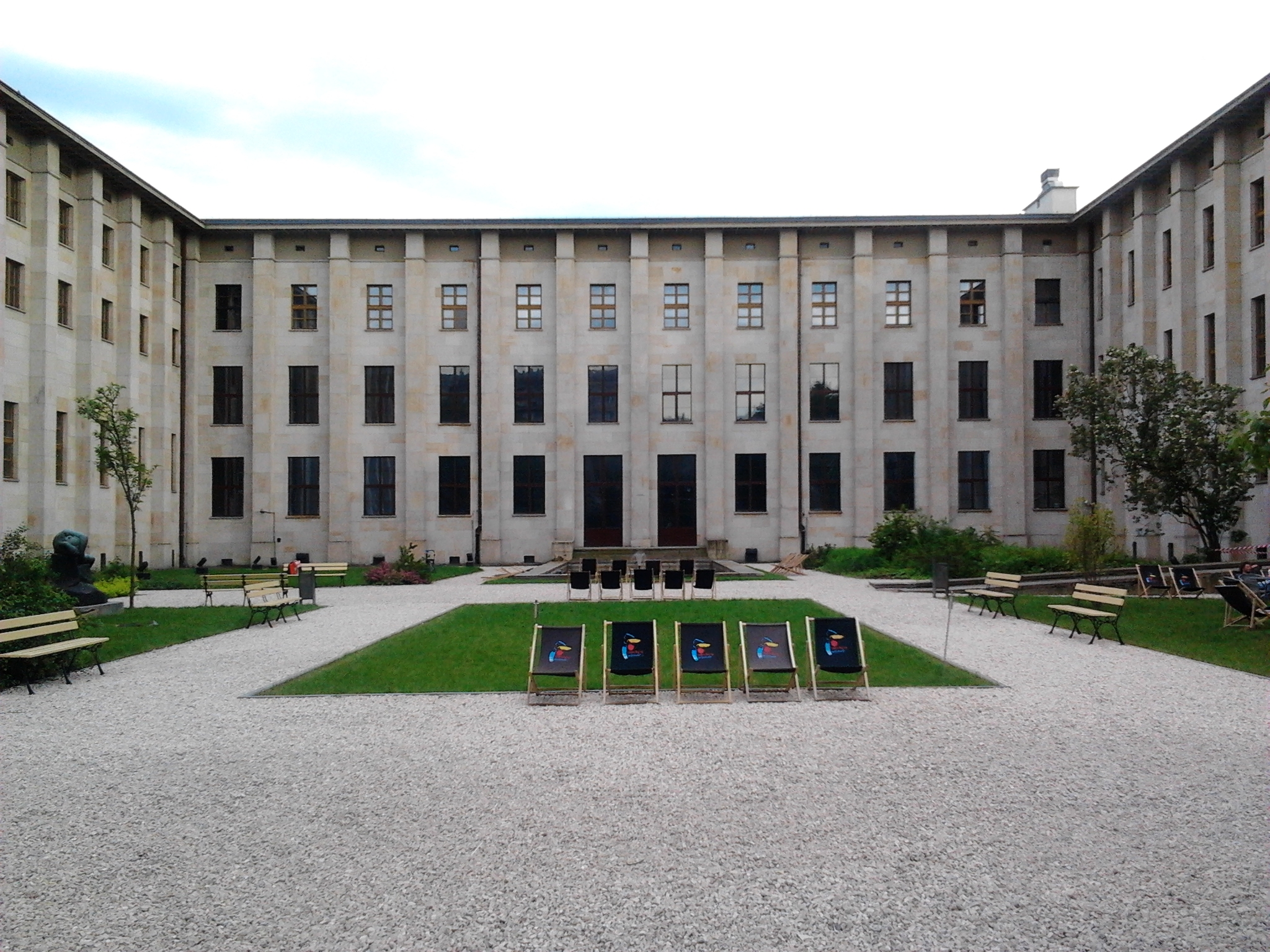
Museu Nacional de Varsóvia, onde a Senhora Misteriosa está exposta.

A descoberta sobre a gravidez da Senhora Misteriosa foi considerada a mais importante já feita pelo Projeto Múmia de Varsóvia e fazia parte de um grupo de mais de quarenta outras múmias que, rotineiramente, são analisadas pelos pesquisadores do Museu de Varsóvia. Desde 2016 já era conhecido o fato de que a múmia se tratava na verdade de uma mulher. A descoberta partiu de uma análise por tomografia computadorizada, que permitiu, sem a abertura da múmia, que os pesquisadores identificassem o sexo feminino. Além de uma estrutura esquelética delicada, a ausência de um pênis e a visualização de cabelos longos e seios embalsamados chamou a atenção dos arqueólogos. O caixão no qual a múmia se encontrava dizia:
| “ | Escriba, sacerdote de Hórus-Thoth adorado como uma deidade visitante no Monte de Djeme, governador Real da cidade de Petmiten, Hor-Djehuty, justificado pela voz, filho de Padiamonemipet e senhora da casa Tanetmin. | ” |

Outra inscrição no caixão afirma que o sacerdote cantava para o deus Montu.
Por conta da boa qualidade do tecido utilizado para enrolar o corpo, os cientistas acreditam que a mulher mumificada pertencia às classes altas de sua sociedade, talvez até da comunidade médica. A novidade foi a descoberta, publicada na revista Journal of Archeological Science [en], no dia 29 de abril de 2021, de que a múmia estava grávida de 26 a 30 semanas. A aproximação do tempo de gravidez foi feita a partir de exames que mediram o crânio do bebê em 25 centímetros.

Tomografia Computadorizada de uma mulher grávida de 37 semanas. Este foi o mesmo método utilizado pelos pesquisadores para descobrir a gravidez da múmia.

De acordo com a arqueóloga e antropóloga Marzena Ożarek-Szilke, as pesquisas já haviam sido finalizadas e os últimos detalhes para o envio de seus resultados à revista estavam sendo preparados quando ela e seu marido, Stanislaw, também arqueólogo do Projeto Múmia de Varsóvia,  identificaram um pequeno pé no abdome da múmia. Além do bebê, também foram encontrados quatro recipientes, provavelmente órgãos embalsamados, joias e amuletos valiosos dentro do corpo da mãe, o que reforça a tese sobre seu status social. Entre os objetos estavam quatro amuletos que representavam os filhos do deus Hórus.
De acordo com os pesquisadores do Projeto Múmia de Varsóvia, ainda é desconhecida a razão de o feto não ter sido retirado do corpo da mãe em sua mumificação, já que o procedimento comum seria a mumificação do feto em separado da gestante. Eles acreditam que o motivo pode ter sido religioso ou até mesmo a dificuldade de se retirar a criança de dentro do útero sem causar danos ao corpo a ser mumificado. A permanência do feto no útero também poderia ocorrido pela preocupação em esconder a gravidez da mulher mumificada. Uma outra possibilidade seria o fato de que, por não ser considerado um sujeito, sem ter uma identidade própria e sendo ainda parte do corpo da mãe, o bebê não teria como passar para o outro mundo sem ser como parte do corpo da mãe. A múmia ainda não foi aberta, e a causa de sua morte ainda é desconhecida. No entanto, a equipe espera descobrir o que levou a mulher a falecer a partir da análise de amostras de tecido do corpo embalsamado. Uma das possibilidades é o alto índice de mortalidade infantil e também durante a gravidez na época de sua morte.
Segundo Wojciech Ejsmond, coordenador da equipe que fez a descoberta, a Senhora Misteriosa pode colaborar com o conhecimento sobre como o aborto espontâneo, a saúde pré-natal e a própria gravidez eram tratados na Antiguidade, possibilitando estudos comparativos com casos contemporâneos. Também o feto pode ajudar em novas descobertas. De acordo com um dos coordenadores do estudo, Wojciech Ejsmond, existe a possibilidade de estudar o intestino do feto para coletar informações sobre o desenvolvimento dos sistemas imunológicos na antiguidade.
Nenhum outro caso similar foi encontrado até então, e por isso os pesquisadores consideram que a Senhora Misteriosa é um caso único em sua importância.

## Disputas de narrativa
O anúncio da descoberta da Senhora Misteriosa como a primeira múmia egípcia grávida já encontrada causou incômodo em arqueólogos egípcios que contestaram a falta de precedentes para o caso e protestaram pelo retorno da múmia ao Egito.

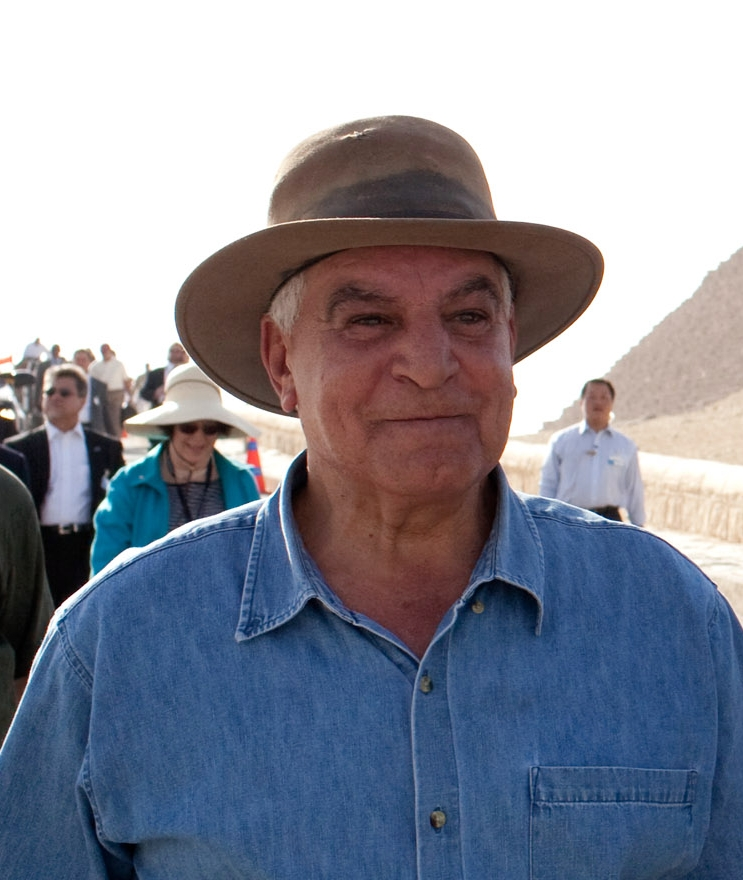
Zahi Hawass, arqueólogo e ex-Ministro das Antiguidades do Egito.

### Zahi Hawass
De acordo com Zahi Hawass, ex-ministro das antiguidades do Egito, o primeiro caso de uma múmia grávida foi o esqueleto de uma anã, com 4.600 anos e descoberto em 2010, no planalto de Gizé, mais precisamente nos túmulos de trabalhadores das pirâmides. Já em 2018, uma missão arqueológica ítalo-americana no projeto Com Ombo de Assuão encontrou a cova de uma mulher com os restos mortais de um feto ainda dentro de seu ventre. As evidências mostram que, neste caso, mãe e filho morreram durante o parto. Dessa maneira, Hawass, que é arqueólogo, afirmou ser a descoberta dos arqueólogos de Varsóvia algo "muito normal".

### Abdul Rahim Rayhan
Contestando a informação do ex-ministro, o arqueólogo Abdul Rahim Rayhan afirmou ser a Senhora Misteriosa o primeiro caso de um feto encontrado ainda dentro da barriga de uma mulher mumificada, sendo esse seu diferencial em relação às outras descobertas. Em relação às outras descobertas, a Senhora Misteriosa se diferenciaria por não ter uma morte decorrida de complicações durante o parto. Outra diferença importante em relação às outras descobertas é a fuga da regra em se embalsamar mãe e feto separadamente. Enquanto em algumas situações o bebê era colocado ao lado da mãe, em outras era devolvido ao ventre. No caso da Senhora Misteriosa, nenhuma das duas opções costumeiras foi adotada.
Em críticas voltadas ao projeto Múmia de Varsóvia, Rayhan afirmou que os poloneses não levaram em conta os direitos morais e materiais do Egito e defendeu que os estudos baseados em objetos relativos à antiguidade egípcia deveriam ser feitos sob supervisão egípcia e informados ao Egito, país de origem dos artefatos. Rayhan ainda solicitou o retorno da múmia ao seu país de origem.